# گمینا زدونگسکا وولا
گمینا زدونگسکا وولا (به لهستانی:  Gmina Zduńska Wola) یک گمینا در لهستان است که در شهرستان ازدونسکا وولا واقع شده‌است. گمینا زدونگسکا وولا ۱۱۱٫۵۴ کیلومتر مربع مساحت و ۱۱٬۲۵۶ نفر جمعیت دارد.